# Список почётных граждан Алма-Аты
Список почётных граждан Алматы — список персоналий, которым присвоено звание почётного гражданина Алма-Аты, с 16 сентября 1987 года по настоящее время.
| Изображение | Полное ФИО персоналии                 | Дата получения звания |
| ----------- | ------------------------------------- | --------------------- |
|             | Кенесбаев, Смет Кенесбаевич           | 16 сентября 1987      |
|             | Колжанова, Мубина Даракуловна         | 16 сентября 1987      |
|             | Детлинг Вилли Вильгельмович           | 16 сентября 1987      |
|             | Снегин, Дмитрий Фёдорович             | 16 сентября 1987      |
|             | Булатова Клара Николаевна             | 30 сентября 1994      |
|             | Зурабов Абду-Карим Ибрагимович        | 30 сентября 1994      |
|             | Нуртазина, Рафика Бекеновна           | 30 сентября 1994      |
|             | Тлендиев, Нургиса Атабаевич           | 30 сентября 1994      |
|             | Назарбаев, Нурсултан Абишевич         | 24 октября 1995       |
|             | Абдыкалыков, Мухамеджан Абдыкалыкович | 31 мая 1996           |
|             | Адилов, Ахмет Адилович                | 31 мая 1996           |
|             | Аухадиев, Кенес Мустаханович          | 31 мая 1996           |
|             | Айбасов Хафис Хасаинович              | 31 мая 1996           |
|             | Жакупов, Ануар Камзинович             | 31 мая 1996           |
|             | Кулибаев, Аскар Алтынбекович          | 31 мая 1996           |
|             | Нуркадилов, Заманбек Калабаевич       | 31 мая 1996           |
|             | Акаев, Аскар Акаевич                  | 7 апреля 1997         |
|             | Бегельдинов, Талгат Якубекович        | 4 августа 1997        |
|             | Гельмут Кутин                         | 4 августа 1997        |
|             | Ашимов, Байкен Ашимович               | 30 сентября 1998      |
|             | Оразалин, Нурлан Мыркасымович         | 30 сентября 1998      |
|             | Айтматов, Чингиз Торекулович          | 30 сентября 1998      |
|             | Батуров, Тимофей Иванович             | 12 марта 1999         |
|             | Сагдиев, Махтай Рамазанович           | 14 мая 1999           |
|             | Нурмагамбетов, Сагадат Кожахметович   | 24 мая 1999           |
|             | Алиев, Мухтар Алиевич                 | 15 июля 1999          |
|             | Мусабаев, Талгат Амангельдиевич       | 15 июля 1999          |
|             | Кулмаханов, Шалбай Кулмаханович       | 19 января 2001        |
|             | Лужков, Юрий Михайлович               | 26 сентября 2001      |
|             | Турегельдинов, Жумабек Сулейменович   | 26 сентября 2001      |
|             | Караманов, Узакбай Караманович        | 26 сентября 2001      |
|             | Чокин, Шафик Чокинович                | 18 сентября 2002      |
|             | Алексий (Кутепов)                     | 7 мая 2003            |
|             | Байкенов, Кадыр Каркабатович          | 20 октября 2004       |
|             | Чучуло Анатолий Николаевич            | 20 октября 2004       |
|             | Мукашев, Тулеубек Тулеуович           | 25 июня 2009          |
|             | Тасмагамбетов, Имангали Нургалиевич   | 25 июня 2009          |
|             | Есимов, Ахметжан Смагулович           | 25 июня 2009          |
|             | Джиенбаев, Султан Сулейменович        | 25 июня 2009          |
|             | Зиманов, Салык Зиманович              | 20 октября 2011       |
|             | Айтхожина, Марфуга Галиевна           | 20 октября 2011       |
|             | Оразбаев, Сабит Конырбаевич           | 20 октября 2011       |
|             | Шарманов, Торегельды Шарманович       | 14 сентября 2012      |
|             | Тулегенова, Бибигуль Ахметовна        | 14 сентября 2012      |
|             | Ушкемпиров, Жаксылык Амиралыулы       | 14 сентября 2012      |
|             | Рамазанова, Бижамал Рамазановна       | 12 сентября 2013      |
|             | Бекбулатов, Шамиль Хайрулович         | 12 сентября 2013      |
|             | Миразова, Аякул Торекызы              | 12 сентября 2013      |
|             | Терещенко, Сергей Александрович       | 10 сентября 2014      |
|             | Днишев, Алибек Мусаевич               | 10 сентября 2014      |
|             | Сулейменов Тимур Бимашевич            | 10 сентября 2014      |
|             | Сембаев, Даулет Хамитович             | 15 сентября 2015      |
|             | Ашимов, Асанали Ашимович              | 15 сентября 2015      |
|             | Валиханов, Шот-Аман Идрисович         | 15 сентября 2015      |
|             | Ормантаев, Камал Саруарович           | 16 сентября 2016      |
|             | Байпаков, Карл Молдахметович          | 16 сентября 2016      |
|             | Сидорова, Вера Васильевна             | 16 сентября 2016      |
|             | Жиенбаев Самат                        | 16 сентября 2016      |
|             | Жолдасбеков, Мырзатай Жолдасбекович   | 16 сентября 2016      |
|             | Абыкаев, Нуртай Абыкаевич             | 15 сентября 2017      |
|             | Гирш Леонид Юзефович                  | 15 сентября 2017      |
|             | Жаныбеков, Шангерей Жаныбекович       | 15 сентября 2017      |
|             | Арыстанбекова, Акмарал Хайдаровна     | 14 сентября 2018      |
|             | Кирабаев, Серик Смаилович             | 14 сентября 2018      |
|             | Хасангалиев, Ескендир Утегенович      | 14 сентября 2018      |
|             | Аюханов, Булат Газизович              | 13 сентября 2019      |
|             | Байбек, Бауыржан Кыдыргалиулы         | 13 сентября 2019      |
|             | Даирбеков, Муслимбай                  | 13 сентября 2019      |
|             | Кошанов, Аманжол Кошанович            | 13 сентября 2019      |
|             | Нурпеисов, Абдижамил Каримович        | 13 сентября 2019      |
|             | Померанцев, Юрий Борисович            | 13 сентября 2019      |
|             | Сулейменов, Олжас Омарович            | 13 сентября 2019      |
|             | Каюпова, Нина Амировна                | 18 сентября 2020      |
|             | Беркимбаева, Шамша Копбаевна          | 18 сентября 2020      |
|             | Рымбаева, Роза Куанышевна             | 18 сентября 2020      |
|             | Жолжаксынов, Досхан Калиевич          | 18 сентября 2020      |
|             | Утемуратов, Булат Жамитович           | 18 сентября 2020      |
|             | Куандыков Тлеуберди Кенесбаевич       | 18 сентября 2020      |
|             | Жумадилов, Кабдеш                     | 18 сентября 2020      |
|             | Алшанов, Рахман Алшанович             | 18 сентября 2020      |
|             | Асанов, Турарбек Мажилович            | 18 сентября 2020      |
|             | Бижанов, Ахан Хусаинович              | 18 сентября 2020      |
|             | Аравин, Юрий Петрович                 | 18 сентября 2021      |
|             | Калтаева, Ляззат Молдабековна         | 18 сентября 2021      |
|             | Ералиев, Тохтар Ералиевич             | 18 сентября 2021      |
|             | Нусипжанов, Нургали                   | 18 сентября 2021      |
|             | Досмухамбетов, Темирхан Мынайдарович  | 18 сентября 2021      |
|             | Коразбаев, Алтынбек Коразбаевич       | 18 сентября 2022      |
|             | Талапкали Абишевич Измухамбетов       | 18 сентября 2022      |
|             | Утекешова, Меруерт Каратаевна         | 18 сентября 2022      |
|             | Осман, Асылы Алиевна                  | 18 сентября 2022      |
|             | Ерманов, Журсин Молдашулы             | 18 сентября 2022      |
|             | Федотова, Зинаида Леонтьевна          | 18 сентября 2022      |
|             | Кайырлы Уатаевич Жонкабаев            | 18 сентября 2022      |
|             | Орынша Карабалина                     | 18 сентября 2022      |
|             | Купесбай Оразбаевич Жампиисов         | 18 сентября 2022      |
|             | Любовь Владимировна Нысанбаева        | 18 сентября 2022      |